# Adenocalymma comosum
Adenocalymma comosum là một loài thực vật có hoa trong họ Chùm ớt. Loài này được (Cham.) DC. mô tả khoa học đầu tiên năm 1845.